# Orecta lycidas
Orecta lycidas là một loài bướm đêm thuộc họ Sphingidae. Loài này có ở Argentina, Paraguay, Brasil và Bolivia.
Cá thể trưởng thành được ghi nhận vào tháng 9.
Ấu trùng được ghi nhận ăn các loài Laurus nobilis và Nectandra venulosa.

## Phân loài
- Orecta lycidas lycidas (Brazil)
- Orecta lycidas eos (Burmeister, 1878) (Argentina, Paraguay, Brazil và Bolivia)